# Armando Rami
Armando Rami (ur. 24 września 1997 w Burrel) – albański piłkarz występujący na pozycji obrońcy w klubie KS Kastrioti.

## Statystyki kariery
Stan na 14 lipca 2021
| Sezon   | Klub         | Kraj    | Rozgrywki           | Mecze | Gole |
| ------- | ------------ | ------- | ------------------- | ----- | ---- |
| 2017/18 | KS Kamza     | Albania | Kategoria Superiore | 0     | 0    |
| 2018/19 | KS Kamza     | Albania | Kategoria Superiore | 1     | 0    |
| 2018/19 | KS Kastrioti | Albania | Kategoria Superiore | 2     | 1    |
| 2019/20 | KS Kastrioti | Albania | Kategoria e Parë    | 19    | 0    |
| 2020/21 | KS Kastrioti | Albania | Kategoria Superiore | 30    | 0    |